# Peregrine Hopson
Peregrine Hopson (Londra, 5 giugno 1696 – Guadalupa, 27 febbraio 1759) è stato un generale e politico britannico.
Fu governatore della Nuova Scozia dal 1752 al 1754. Hopson è ricordato in particolare per aver siglato il trattato di pace del 1752 che Edward Cornwallis aveva predisposto col capo mi'kmaq Jean-Baptiste Cope e che ancora oggi è celebrato ogni anno dagli abitanti della Nuova Scozia nel Treaty Day.

## Biografia

### I primi anni
Hopson nacque il 5 giugno 1696, figlio secondogenito del vice ammiraglio Sir Thomas Hopsonn e di sua moglie, Elizabeth Timbrell. Inizialmente entrò nel corpo dei Royal Marines nel 1703, ma successivamente si trasferì nel British Army. Raggiunse il grado di tenente colonnello nel 1743 e prestò servizio prevalentemente a Gibilterra.

### Louisbourg (1746-49)
Al seguito del colonnello Hugh Warburton, nella primavera del 1746 Hopson giunse a Louisbourg, in Nuova Scozia con un certo numero di rinforzi con l'intento di sostenere la locale guarnigione inglese, dato che l'insediamento era stato strappato ai francesi appena l'anno precedente. Dal 1747 al 1749 fu comandante militare della cittadina, sino a quando questa non venne restituita ai francesi col trattato di Aquisgrana. Il 12 luglio 1749 formalmente consegnò l'insediamento nelle mani dei francesi.

### Governatore della Nuova Scozia

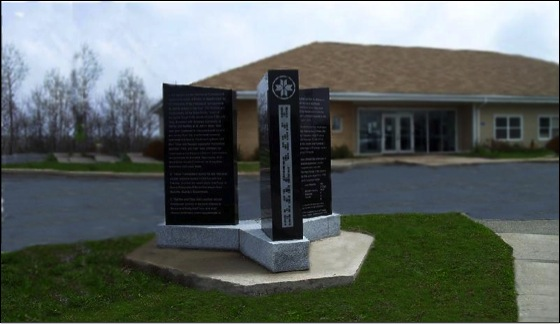
Monumento al trattato del 1752, Shubenacadie First Nation, Nuova Scozia

Nel corso della guerra di padre Le Loutre, Hopson prestò servizio come governatore della Nuova Scozia (1752-1754) nella capitale di Halifax. Pur combattendo mi'kmaq e acadiani, rimase comunque in buone relazioni coi francesi di Louisbourg e Quebec. Edward Cornwallis organizzò il Trattato del 1752, che Hobson ed il capo Jean-Baptiste Cope firmarono poi insieme. Hobson inviò quindi una delegazione a porre fine all'attacco di Isle Madame, che portò Cope ad infrangere il trattato di pace.

### La guerra dei sette anni

#### Canada
Quando scoppiò una nuova guerra con la Francia nel 1756, Hopson tornò ad Halifax ed aiutò l'organizzazione della risposta britannica alla minaccia di un attacco francese. Ebbe inoltre un ruolo importante nell'espulsione degli acadiani dalla Nuova Scozia prima di fare ritorno in Gran Bretagna. Prese parte all'assedio di Louisbourg del 1758.

#### Nelle indie occidentali
Venne quindi nominato comandante di una spedizione nelle Indie occidentali. La campagna era parte della strategia ideata da William Pitt per vincere la guerra, assaltando le colonie francesi nei Caraibi. La scelta di Hopson venne favorita in gran parte da re Giorgio II di Gran Bretagna che desiderava opporsi a Pitt che insisteva invece nella nomina del suo protetto, John Barrington che finì al ruolo di secondo in comando.
Hopson salpò da Portsmouth nel 1758 con 9 000 uomini al seguito. Una volta giunto nelle Indie occidentali fece tappa alle Barbados per colpire poi due obbiettivi, la Martinica e Guadalupa. Il tentativo di catturare la Martinica fallì con pesanti perdite e l'aumento di malattie e disagi, il che fece propendere a concentrare tutta l'attenzione su Guadalupa. Quando gli inglesi tentarono di catturare l'isola, vennero nuovamente colpiti da una malattia che contagió 1 500 soldati. Anche Hopson contrasse quella febbre tropicale e ne morì nel febbraio del 1759. Le sue forze, al comando di Barrington, riuscirono a conquistare Guadeloupe due mesi dopo.